# سندرم کفر–راکب

سندرم کفر–راکب

سندرم کفر-راکب (انگلیسی: Kufor–Rakeb syndrome) یک بیماری ژنتیکی با چیرگی مغلوب است که در نوجوانی آغاز می‌شود و نام دیگرش «بیماری پارکینسون ۹» (PARK9) است.
علائم این بیماری شامل فلج چشمی فوق‌هسته‌ای، سفتی عضلانی و زوال عقل است. بروز آن با جهش در ژن ATP13A2 در ارتباط است.
این سندرم نامش را از شهر کفر راکب واقع در استان اربد در اردن می‌گیرد.